# كلير إليزابيث سميث
كلير إليزابيث سميث (بالإنجليزية: Claire Elizabeth Smith)‏ هي عارضة بريطانية، ولدت في 13 فبراير 1970 في تشستر في المملكة المتحدة.